# Aérodrome du Plessis-Belleville
L’aérodrome du Plessis-Belleville(code OACI : LFPP) est un aérodrome ouvert à la circulation aérienne publique (CAP), situé à 2 km au nord-ouest du Plessis-Belleville dans l’Oise (région Hauts-de-France, France).
Il est utilisé pour la pratique d’activités de loisirs et de tourisme (aviation légère, hélicoptère et aéromodélisme).

## Histoire
Le Groupe des divisions d'entraînement (GDE) termine la formation des premiers pilotes militaires (de 1915 à 1919), avant leur affectation en unités de combat.
L'école est transférée à Chartres, en 1919.

## Installations
L’aérodrome dispose de deux pistes orientées est-ouest (07/25) :
- une piste bitumée longue de 700 mètres et large de 20. Elle est dotée d’un balisage diurne et nocturne ;
- une piste en herbe longue de 830 mètres et large de 50.

L’aérodrome n’est pas contrôlé. Les communications s’effectuent en auto-information sur la fréquence de 120,405 MHz. Il est agréé avec limitations pour le vol à vue (VFR) de nuit.
S’y ajoutent :
- une aire de stationnement ;
- des hangars ;
- une station d’avitaillement en carburant (100LL)[3].

## Associations et entreprises à vocation aéronautique implantées sur le site

### Loisirs et tourisme
- Aéroclub Air France Nord
- Aéroclub René Mouchotte
- Aéroclub Dassault Falcon Service
- Aéroclub du Valois[4]
- ULM Club 60[5]
- CAF French Wing (Branche Française de la Commemorative Air Force)

### Entreprises
- Aérolithe / Cirrus France (importateur d'avions)
- VF Aéro